# RCD Espanyol
RCD Espanyol er en spansk fodboldklub fra Barcelona der spiller i La Liga. Klubben er den lille klub fra Barcelona og sammenlignes derfor ofte med FC Barcelona.

## Historie
Klubben blev grundlagt i 1900 og har ofte spillet i La Liga.
Klubben har vundet Copa del Rey fire gange.
I 2006/2007-sæsonen var klubben i finalen i UEFA Cuppen, hvor det blev til et nederlag mod Christian Poulsen og Sevilla FC.

## Titler
Copa del Rey:
- Vinder (4): 1928/29, 1939/40, 1999/00, 2005/06
- Sølv (5): 1910/11, 1914/15, 1940/41, 1946/47, 1956/57

UEFA Cup:
- Sølv (2): 1987/88, 2006/07

## Kendte spillere
- Paolo Sousa
- José Emilio Amavisca
- Ivan Helguera
- Jordi Cruyff
- Raul Tamudo
- Albert Riera
- Florin Răducioiu
- Ivan De La Pena

## Danske spillere
- Sebastian Herrera
- John Lauridsen
- Martin Braithwaithe